# Empidideicus carrapateira
Empidideicus carrapateira é uma espécie de mosca, identificada em 2023, e apenas conhecida na zona da Carrapateira (de onde deriva o seu nome científico), Aljezur, no Algarve, em Portugal.

## Descrição
A E. carrapateira é preta e mede menos de dois milímetros.

## Bilbiografia
- Evenhuis, Neal L.; Almeida, Jorge; Andrade, Rui (20 de março de 2023). «The flower-loving microbombyliid genus Empidideicus Becker, 1907 (Diptera: Mythicomyiidae) in Portugal» (PDF). Bishop Museum Occasional Papers. 154: 1-28. ISSN 2376-3191. Consultado em 17 de julho de 2023